# NGC 7666
NGC 7666 је ознака објекта на координатама са ректансцензијом 23h 27m 24,0s и деклинацијом - 4° 11" 0'. Открио га је Гаспаре Станислао Ферари, 1865. године. Каснијим посматрањима на том положају није уочен никакав астрономски објекат.